# بوکانیر (فیلم ۱۹۳۸)
بوکانیر (انگلیسی: The Buccaneer) فیلمی آمریکایی به کارگردانی سیسیل ب دومیل است که در سال ۱۹۳۸ منتشر شد.

## بازیگران
- فردریک مارچ
- آکیم تامیروف
- مارگوت گراهام
- والتر برنان
- ایان کیت
- آنتونی کوئین
- بولا بوندی
- اسپرینگ باینگتون
- اولین کیز
- لینا بسکت
- جی. پی. مک‌گوان
- می بوش
- رالف لویس
- چارلز تروبریج
- لین چندلر
- ریچارد دنینگ
- ماد فیلی
- ریچارد کریمر
- کرافورد کنت
- لیلیان هارمر
- هَنک بل